# Gare de triage de Bordeaux-Hourcade
Le triage de Bordeaux-Hourcade est une gare de triage française qui se situe à deux kilomètres au sud de Bordeaux, sur l'axe transversal sud (ligne de Bordeaux-Saint-Jean à Sète-Ville). Le triage d'Hourcade est situé sur les communes de Bègles et Villenave-d'Ornon.

## Histoire
La gare de triage d'Hourcade a été ouverte en 1966. Le triage était dimensionné pour traiter 3000 wagons par jour.
En septembre 1998 des travaux sont entrepris pour la construction d'une plateforme multimodale pour une ouverture en 2001.
Dans les années 2000, le triage traitait encore 1800 wagons par jour en provenance de 273 installations terminales embranchées en Aquitaine et Poitou-Charentes. Le tri à la bosse est cependant abandonné en faveur du tri à plat en septembre 2010 afin d’économiser 100 000 euros par mois. Le débit du triage est alors considérablement réduit avec seulement 80 wagons par jour en 2011.

## Situation ferroviaire
Établi à 8 mètres d'altitude, le triage se situe entre les gares de Bègles au nord (PK 3,018) et Villenave-d'Ornon (PK 6,496) sur la ligne de Bordeaux-Saint-Jean à Sète-Ville. Au nord, une voie directe relie le triage à la gare de Bordeaux-Saint-Jean.

## Galerie de photographies

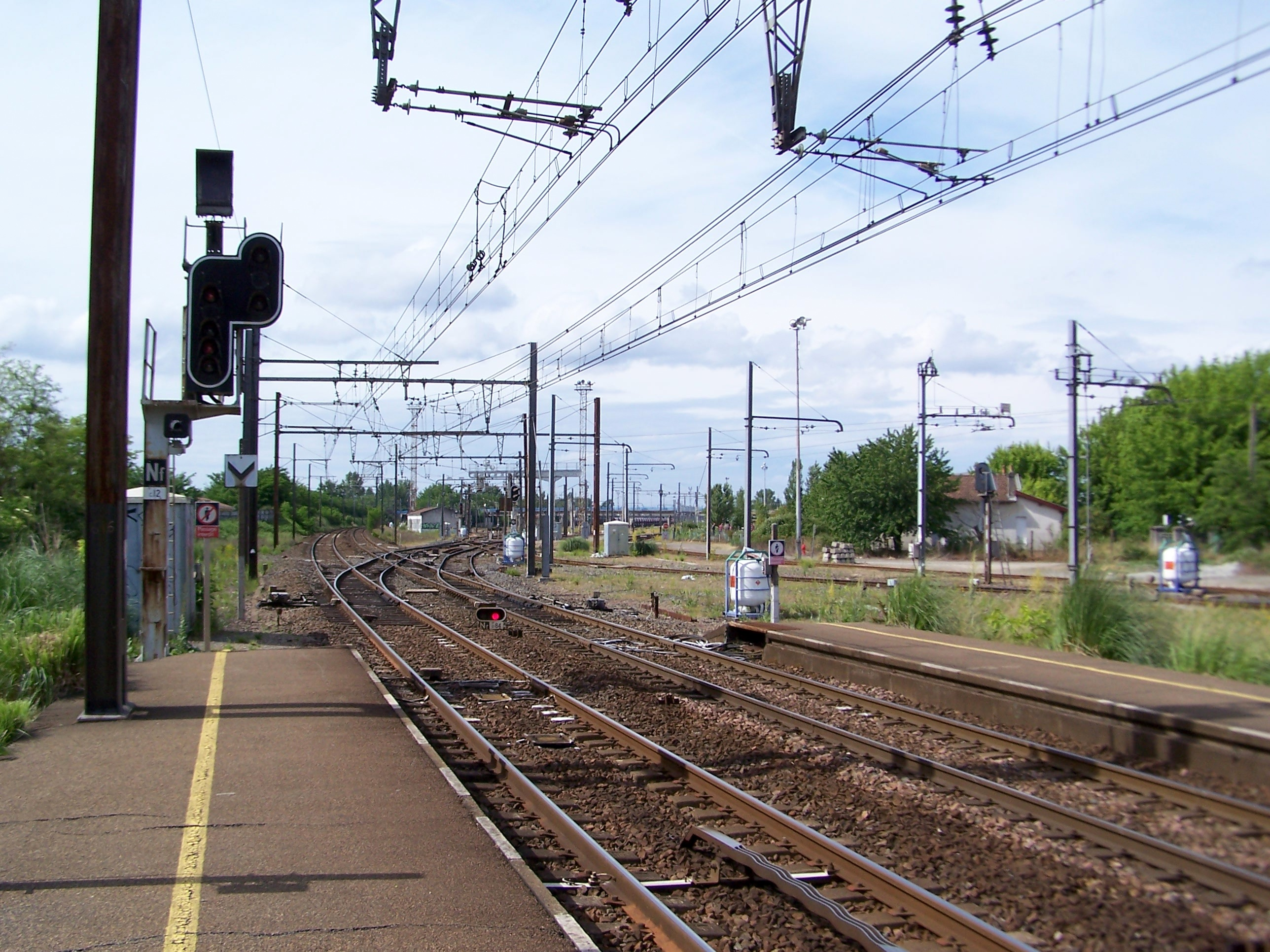
Accès sud de la gare de triage.
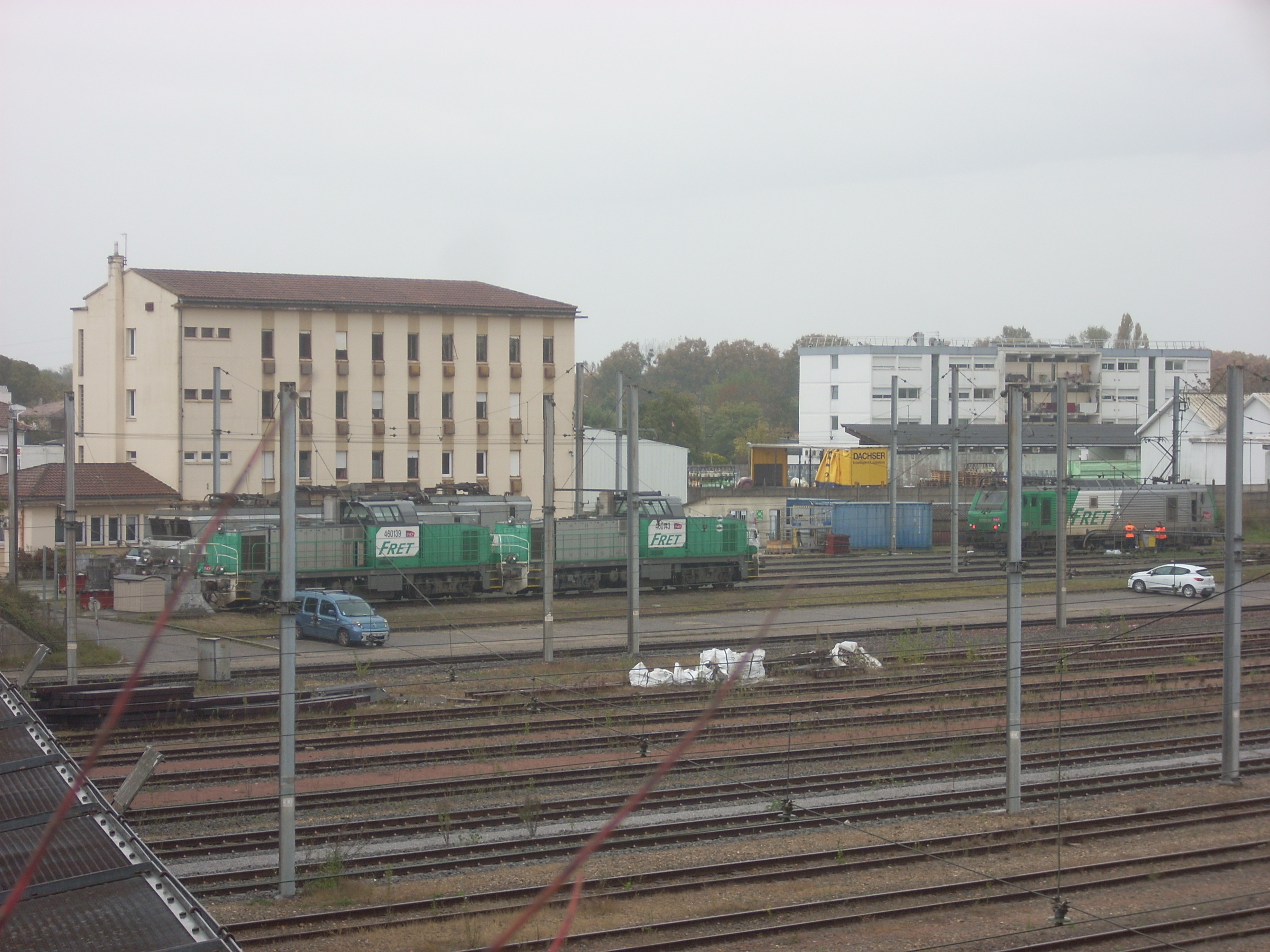
Locomotives Fret au dépôt.
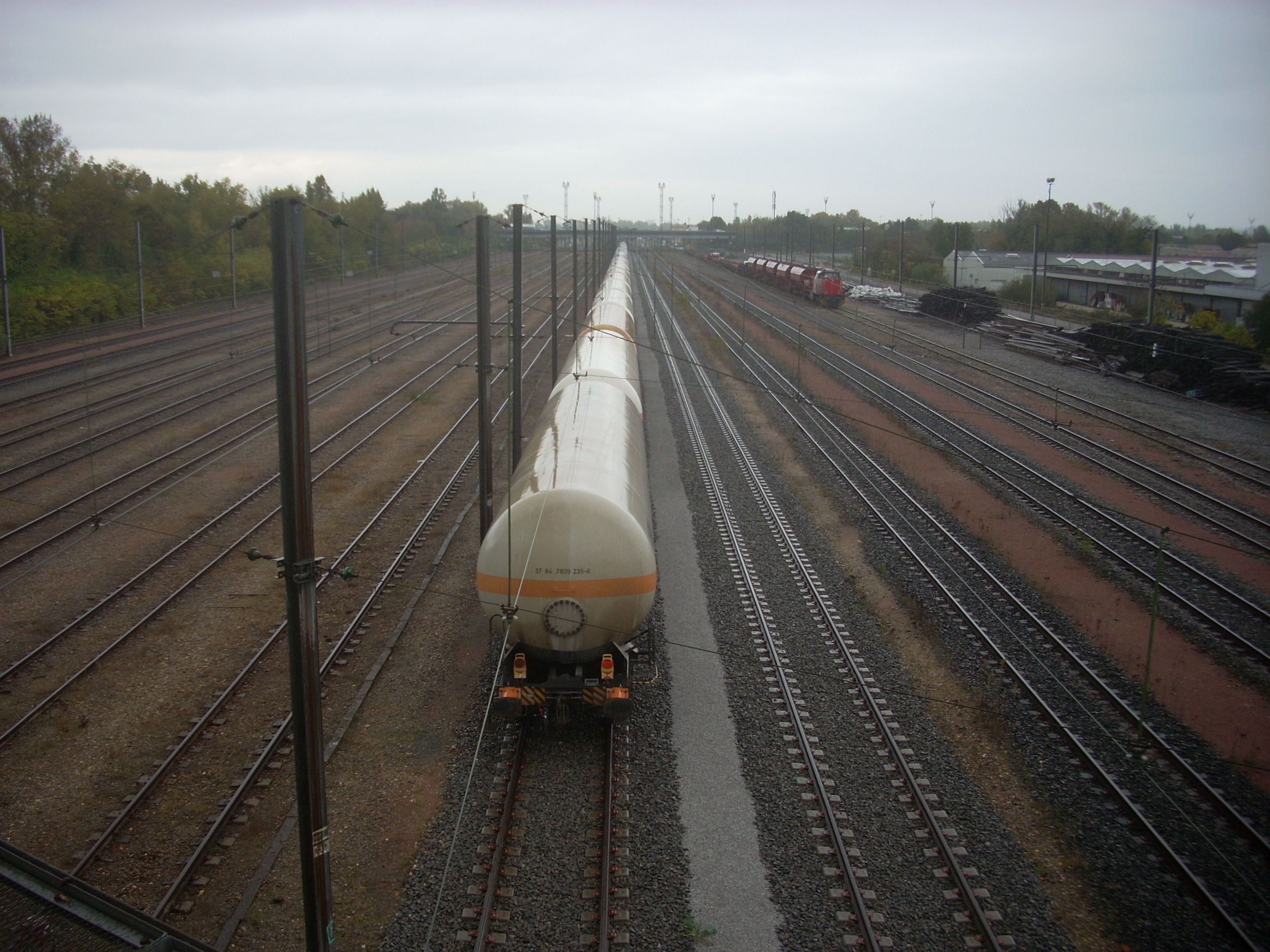
Train arrivant à la gare de triage.
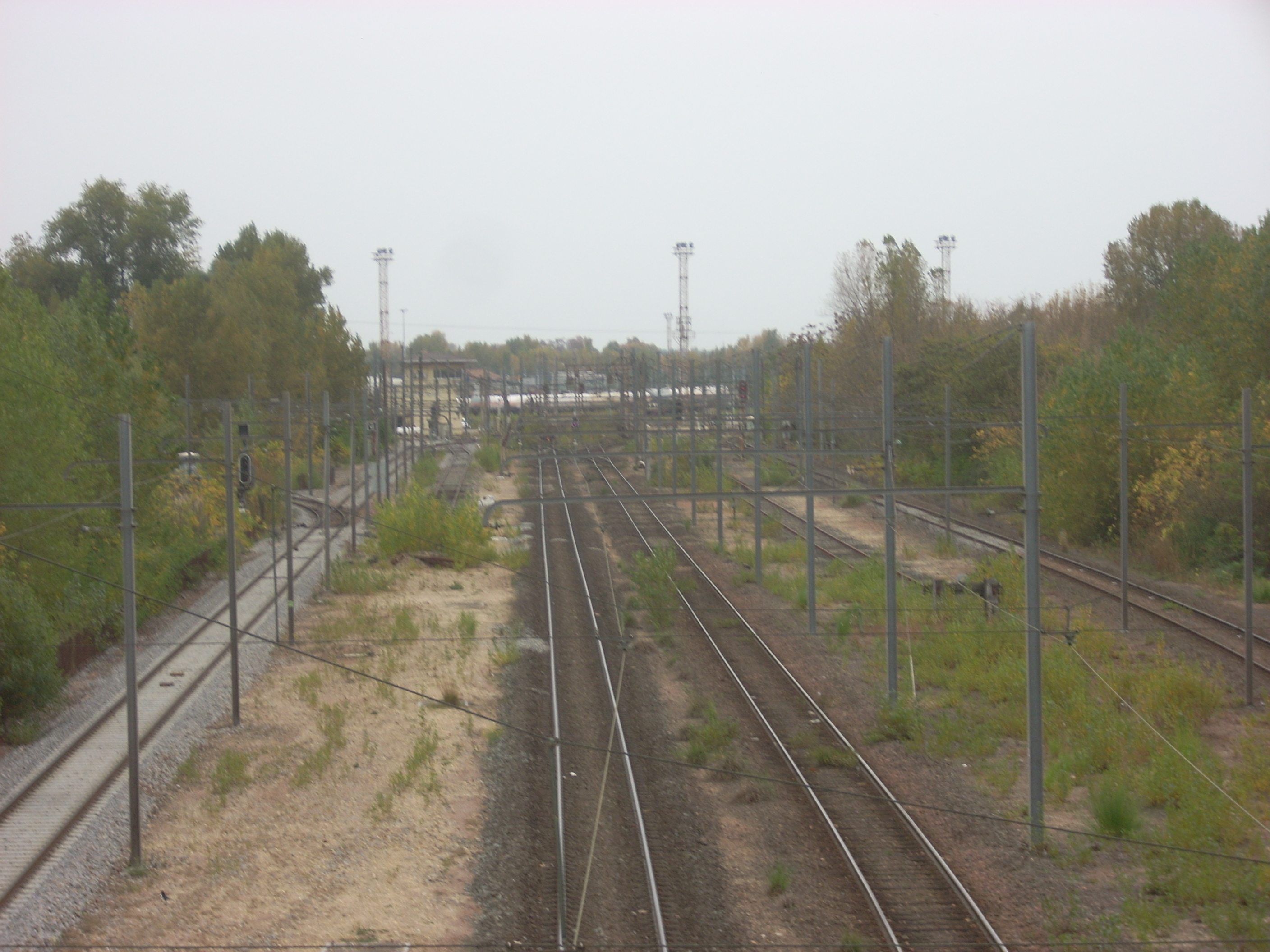
Entrée Nord de la gare de triage. Vue depuis la gare de Bègles en direction de Toulouse.
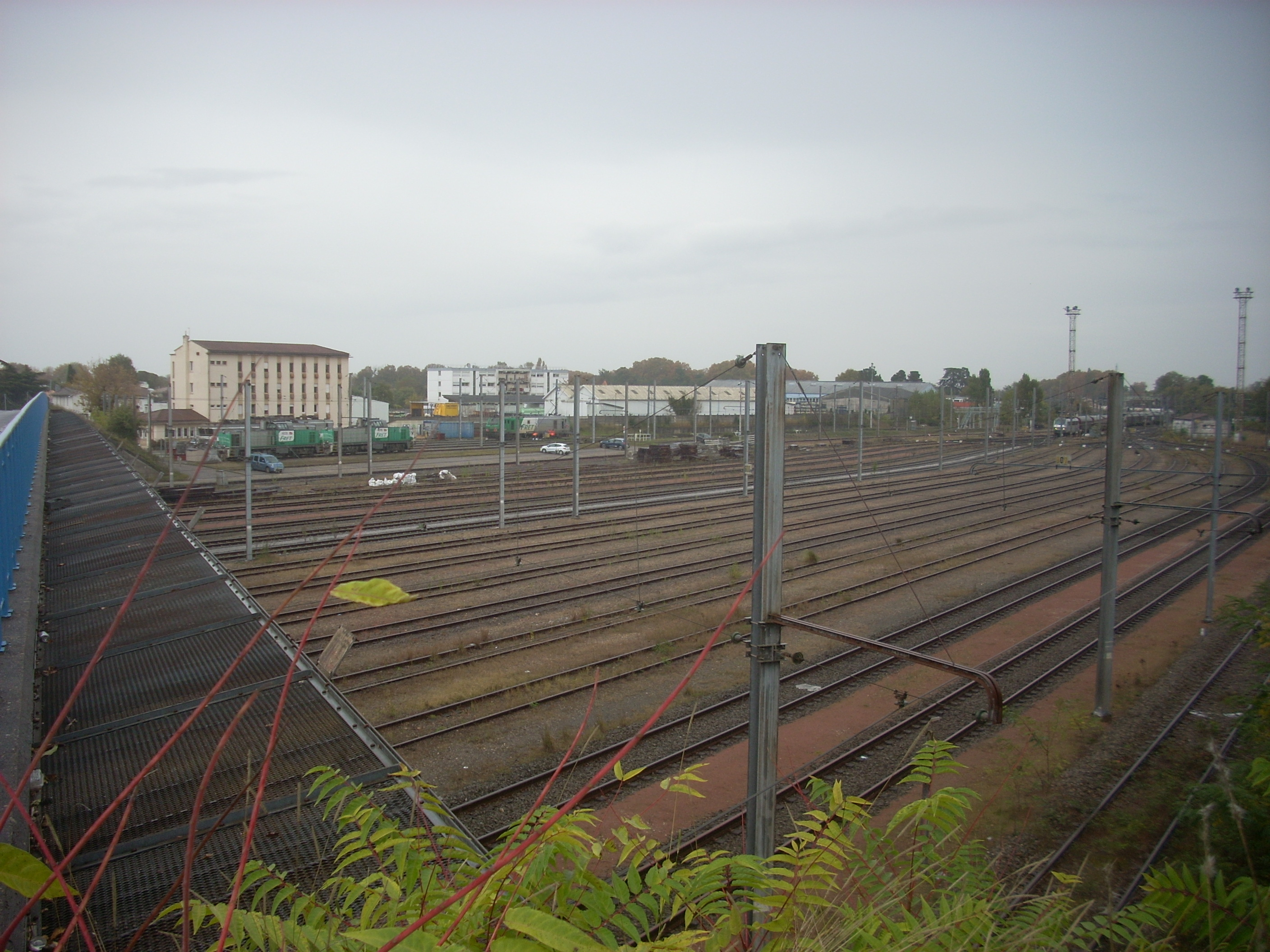
Partie Sud de la gare de triage (Villenave d'Ornon).